# Ommata flava
Ommata flava är en skalbaggsart som beskrevs av Dmytro Zajciw 1963. Ommata flava ingår i släktet Ommata och familjen långhorningar. Inga underarter finns listade i Catalogue of Life.